# Костоган
Костоган (каз. Қостоған) — село в Меркенском районе Жамбылской области Казахстана. Административный центр Жанатоганского сельского округа. Код КАТО — 315435100.

## Население
В 1999 году население села составляло 1915 человек (977 мужчин и 938 женщин). По данным переписи 2009 года, в селе проживало 2099 человек (1071 мужчина и 1028 женщин).

## Известные уроженцы
- Жылысбаев, Максут (1894—1937) — казахский советский общественный и партийный деятель.